# Mitogenesia
La mitogenesia, dall'inglese mitosis, a sua volta dal greco μίτο, filo, e genein, produrre, è un processo che ha come effetto finale quello di portare alla mitosi di una cellula. Ciò può avvenire in diversi modi, nell'uomo adulto avviene principalmente tramite segnali molecolari tra cellule, spesso di natura proteica, che inducono la mitogenesi in caso di una necessità dell'organismo, ad esempio durante la crescita (vedi anche ormone della crescita) o durante la riparazione di un danno. La mitosi nell'organismo adulto viene dunque finemente regolata da stimoli prevalentemente esogeni, come negli esempi citati, ma, ad esempio durante l'embriogenesi, le cellule sono programmate dal loro codice genetico a eseguire la mitosi un numero abbastanza preciso di volte; in questo, e nel caso di colture in vitro, dove le cellule, eucarioti o procarioti, si moltiplicano fino ad occupare il massimo spazio consentitogli dalla presenza di nutrienti, (vedi anche inibizione da contatto), possiamo trovare esempi di mitogenesi attivata da stimoli endogeni, che portano una crescita spontanea fino ai limiti imposti dall'ambiente.
In natura questi due meccanismi si complementano, generalmente si può dire che più l'organismo è complesso più la mitosi deve essere regolata da stimoli esogeni.

## I raggi di Gurwitsch
Nel 1922-23 il biologo russo Alexander Gurwitsch riportò la presunta scoperta dei cosiddetti raggi mitogenetici o radiazioni mitogenetiche, da lui ritenute onde simili alla radiazione ultravioletta (λ da 220 a 350 µm), e prodotte dalle cellule animali e vegetali durante la mitosi. Nei suoi esperimenti dimostrò che un germoglio di cipolla lasciato sviluppare al buio aumenta la sua velocità di crescita se posto vicino a un germoglio simile intero o a un triturato di meristema apicale di un altro germoglio. 
Il motivo del paragone con le radiazioni ultraviolette fu dato dalla 'prova sperimentale' che queste 'radiazioni' potevano attraversare una lamina di quarzo ma non lamine di metallo, proprietà normalmente attribuibile a questa lunghezza d'onda della radiazione elettromagnetica.
Le sue scoperte furono lungamente dibattute e ripetutamente confermate o smentite da diversi scienziati, e nell'arco di un decennio si arrivarono a scrivere circa 500 articoli sull'argomento.
Purtroppo per l'affascinante teoria il moltiplicarsi degli esperimenti è servito più che altro a mettere in dubbio anche i risultati ritenuti acquisiti, giustificati dalla mancata considerazione di fluttuazioni statistiche casuali. Il Gurwitsch stesso ammise che le esperienze sulle cipolle non hanno dato risultati conclusivi, tanto che per interpretarli si è spesso ricorso ad ammettere che in certi casi esistesse un effetto mitogenetico positivo, in altri negativo (cioè che nelle cellule irradiate la mitosi fosse meno attiva che nelle altre), e, infine, in altri ancora le cellule fossero insensibili alla radiazione mitogenetica.